# Linda Kouvaras
Linda Kouvaras (* 1960) ist eine australische Pianistin, Komponistin und Musikwissenschaftlerin.

## Leben
Kourvaras studierte 1984 Klavier im Vereinigten Königreich. 1986 erhielt sie ihr Associate Degree, 1988 ihren Bachelor und 1991 den Master. 1996 erwarb sie einen Ph.D. in Musikwissenschaften. Zu ihren Lehrern gehörten Ronald Farren-Price, Max Cooke, Brenton Broadstock, Naomi Cumming, Malcolm Gillies und David Goodman. Sie komponierte anfangs für Punk und New-Wave-Besetzungen. Sie war dann mehrfach  Artist in Residence am Arthur & Yvonne Boyd Education Centre in Bundanon. Von 2005 bis 2007 forschte sie zu postmoderner Musik. Sie gilt als national anerkannte Expertin für zeitgenössische australische Musik. Seit 1993 arbeitet sie als Dozentin an der Universität Melbourne und  Australian Catholic University.

## Diskografie
- Piano music (Move Records, 1990)
- The Team of Pianists (Move Records, 1990)
- Bright tracks (Move Records, 1998)
- Repose (Move Records, 1999)
- Piano works (Move Records, 2000)
- Giants in the land (Move Records, 2002)